# Florentino Fernández
Florentino José Fernández Román (Madrid, 9 de noviembre de 1972), también conocido como Flo, es un humorista, actor, presentador y actor de doblaje español.

## Trayectoria

### 1972-2002: infancia e inicios
Madrileño de nacimiento, vivió en casa de sus abuelos hasta los tres años, edad con la que se trasladó con sus padres a Leganés. Guarda una estrecha relación con Sacedón (Guadalajara), donde pasó su juventud, llegando a hacer un homenaje a esta localidad en El informal.
Empezó a trabajar como conductor de autobús, el oficio de su padre, y más tarde trabajó como vigilante de seguridad hasta que sus amigos le dijeron que, debido a su habilidad para el humor, se presentara al casting de Esta noche cruzamos el Mississippi (Telecinco). Así fue, gracias a sus personajes Lucas Grijánder y Krispín Klander —ambos, imitaciones del humorista Chiquito de la Calzada—, como Flo fue catapultado a la fama. Con las imitaciones de estos afeminados analistas del corazón, que venían del inventado país de Chiquitistán con frases cómo "cuidadín, cuidadín" y "soy modosito", Fernández se hizo muy popular en los 90. Continuaría su andadura con Pepe Navarro en La sonrisa del pelícano (Antena 3).
En julio de 1998, probó el fisioculturismo pero vio que no era lo suyo. No obstante, ese mismo año consiguió consagrarse en el programa diario El informal que copresentaba junto con Javier Capitán, donde analizaba en tono ácido la actualidad, como relleno para el verano, y disfrutaron de gran popularidad gracias a sus famosos sketches, videos doblados e imitaciones, pasando de ser un espacio de relleno de apenas 20 minutos a encabezar las listas de porcentaje de audiencia. Esta aventura televisiva llegaría a su fin en abril de 2002. Con El informal, Florentino Fernández recibió el TP de Oro al mejor personaje revelación de 1999 y fue finalista al Mejor Comunicador de Programas de Entretenimiento 1999 por la Academia de las Ciencias y las Artes de Televisión de España (ATV).
Durante su periplo en El informal comenzó su carrera como actor de doblaje en la película Austin Powers, la espía que me achuchó, donde pone voz al propio Austin, al Dr. Maligno y a Gordo Cabrón. También empezó a explotar su faceta de actor cómico en la serie 7 vidas (Telecinco), donde interpretaba a Félix Gimeno, hermano de Paco Gimeno (Javier Cámara) e hijo de Soledad Sole Huete (Amparo Baró):)

### 2003-2005:7 vidas,El show de Floy TVE
En 2003, tras su paso por 7 vidas, consiguió su propio programa nocturno, en el que haría la labor de animador-presentador: El show de Flo (La 1), con la colaboración de Miki Nadal, su compañero de El informal. Su carrera conoció nuevos éxitos, ya fuera como monologuista en El club de la comedia o como actor en los escenarios, en la obra de teatro 5hombres.com.
Su paso por el cine ha sido también encuadrado en papeles cómicos, ya fuese como personaje de peso en películas El oro de Moscú de Jesús Bonilla, Una de zombis y junto a Santiago Segura, en Isi/Disi. Amor a lo bestia de Chema de la Peña y Isi & Disi: alto voltaje de Miguel Ángel Lamata o haciendo meros cameos, entre ellos, en las películas de Torrente 2, Torrente 3 y Torrente 4, también de Santiago Segura.
En 2004 volvería a hacer un programa informativo en clave de humor, en esta ocasión junto a Nuria Roca en UHF, en las noches de Antena 3. Aunque el proyecto tenía como objetivo restar audiencia a Telecinco, que dominaba la programación de medianoche con Crónicas Marcianas, los resultados no fueron los esperados y el programa se canceló. Ya en 2005 presentó y actuó en el programa de sketches de TVE 1: Splunge junto a, entre otros, sus excompañeros de El informal Patricia Conde y Miki Nadal.
También trabajó en la nueva cadena analógica La Sexta: El Club de Flo. Con la ayuda de Agustín Jiménez, Bermúdez, Luisa Martín y Goyo Jiménez el programa enseñaba a interpretar monólogos de humor a los artistas invitados al programa, entre los que ha habido políticos, periodistas y famosos varios. Ya fuera de la televisión, también.

### 2006-2010: unión con Josema Yuste y Cuatro

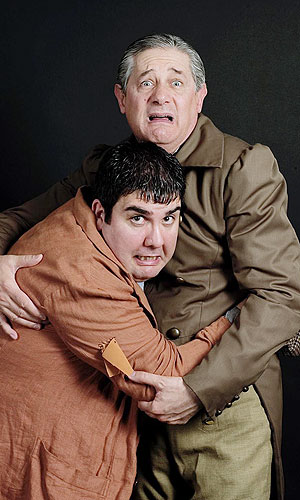
Josema Yuste y Florentino Fernández, el dúo protagonista de la obra de teatro Una pareja de miedo.

En octubre de 2007 Florentino estrenó en el Teatro Madrileña Una pareja de miedo, adaptación de la obra El misterio de Ira Vamp, junto a Josema Yuste. Participó en el concurso ¿Sabes más que un niño de primaria? a finales de este mismo año, además creó un grupo con gran éxito para actuaciones, películas y concursos con Santiago Segura y José Mota con la supervisión de la escritora Elena Álvarez.
El 24 de diciembre de 2008 realizó junto a Josema Yuste el especial de Nochebuena de TVE. Un programa de humor que incluía las mejores parodias, sketches, imitaciones y doblajes de una pareja que se unía por primera vez en televisión. Casi 3,6 millones de espectadores, equivalentes al 32,5% de la audiencia, vieron el espacio que emitió La 1, que fue lo más visto el 24 de diciembre. Este éxito motivó a que el 16 de abril de 2009 se estrenará en formato de programa semanal con el título ¿Y ahora qué?. También formaba parte del dúo cómico Josema y Flo.
El 3 de mayo de 2010 Florentino estrena otro programa de humor y actualidad en las sobremesas de la cadena Cuatro, titulado Tonterías las justas., copresentado con el humorista Dani Martínez, y la periodista Anna Simon, contando también como reportera a Romina Belluscio.

### 2011-2014: Neox, La Sexta, Atresmedia y teatro
El 1 de julio de 2011 se emitió el último programa de Tonterias las justas donde, abandonó junto con Anna Simon, Dani Martínez y el resto del equipo la cadena Cuatro para comenzar a presentar el programa Otra movida en Neox, que se estrenó el 8 de agosto de 2011, en el cual Romina Belluscio, reportera del programa anterior, es sustituida por Cristina Pedroche la antigua reportera de Sé lo que hicistéis....
El 30 de diciembre de 2011 fue invitado a Feliz Año Neox e hizo una prueba que le propuso el Hombre de Negro.
Por otro lado, durante la semana del 20 al 24 de febrero de 2012 celebró sus 15 años de carrera profesional en televisión en su programa Otra Movida, con invitados especiales y recopilaciones de sus mejores momentos en televisión. Otra Movida terminó el 29 de junio de 2012.
En octubre de 2012, Flo se estrenó como monologuista en el programa El club de la comedia que se emite en La Sexta y es presentado por Eva Hache.
En 2013 presentó un programa de humor llamado Así nos va en La Sexta, junto a su compañera Anna Simon, desde el 18 de febrero de 2013 hasta el 28 de junio de 2013.
Desde octubre de 2013 y hasta marzo de 2014 fue uno de los concursantes de la tercera edición del exitoso programa Tu cara me suena que emite Antena 3, en el quedó en quinta posición.
También desde noviembre de 2013 y hasta mayo de 2014 colaboró recurrentemente en el programa de Antena 3, Me resbala, acudiendo a todos y cada uno de los programas de su primera y segunda temporada.
En julio de 2014, se vuelve a unir junto a su compañero Dani Martínez para protagonizar juntos la gira de teatro por toda España llamada #VuelvenNOVuelven.

### 2014-2018: vuelta a Mediaset España
Participa en algunos de los programas de la Tercera Temporada de Me resbala, emitidos en 2015, aunque en realidad fueron grabados en verano de 2014.
El 30 de julio de 2014, se hace oficial de nuevo su fichaje por el grupo Mediaset España para emprender nuevos proyectos, de modo que abandonó el grupo Atresmedia.
Desde septiembre de 2014 y hasta diciembre de 2014, participa como Súper Maligno en la decimoquinta edición del Reality Gran Hermano de la cadena Telecinco. También estrenó en noviembre en Cuatro el programa Killer Karaoke, junto a su compañera Patricia Conde.
En marzo de 2015, comenzó a presentar junto a Dani De Las Bragas el programa de prime time Sopa de gansos, en la cadena de televisión Cuatro.
Desde noviembre de 2015 y hasta diciembre de 2015 formó parte del jurado de la segunda edición del programa de Telecinco Pequeños gigantes, el cual se estrenó en noviembre de 2015.
A principios de 2017, se anunció que el presentador y el cómico Dani Martínez volverían a Cuatro para presentar un programa de humor en las sobremesas de la cadena llamado Dani & Flo.

### 2020-presente: TVE, Telecinco y Telemadrid
Más tarde, ha sido recordado por RTVE junto con Josema Yuste en la quinta temporada del programa de La 2 de los domingos, Cómo nos reímos, en los dos primeros capítulos.
En 2019, participó en el especial de Nochevieja organizado por José Mota y, al año siguiente, fue confirmado como concursante de la quinta edición de MasterChef en su formato para celebrities.
En las Navidades del 2020 presentó Telepasión junto a Alaska y La Terremoto de Alcorcón y la gala de Nochevieja junto a Chenoa.
El 14 de septiembre de 2020 se une al elenco de colaboradores de Late motiv en su sexta temporada.
El 8 de diciembre de 2020 quedaría en segundo puesto en la quinta edición de MasterChef Celebrity contra Raquel Meroño en el duelo final. El 10 de febrero de 2021 estrena el programa Dos parejas y un destino, el cual presenta junto con Anne Igartiburu, María del Monte y Gonzalo Miró.
El 13 de octubre de 2021 estrenó en Telemadrid un nuevo programa llamado Vidas de cine.
En 2023 fichó como jurado de la novena temporada de Got Talent España en Telecinco. En una de sus emisiones protagonizó un momento notoriamente emotivo cuando uno de los concursantes recreó para él una sesión de espiritismo con su madre fallecida, experiencia que concluyó con Fernández derramando lágrimas en plató.

## Filmografía

### Televisión

#### Programas de televisión
| Año               | Título                             | Cadena            | Función                                         |
| ----------------- | ---------------------------------- | ----------------- | ----------------------------------------------- |
| 1996 – 1997       | Esta noche cruzamos el Mississippi | Telecinco         | Colaborador (Lucar Grijander y Crispín Klander) |
| 1997              | La sonrisa del pelícano            | Antena 3          | Colaborador (Lucar Grijander y Crispín Klander) |
| 1998 – 2002       | El Informal                        | Telecinco         | Presentador                                     |
| 1998              | Espejo secreto                     | La 1              | Colaborador (Crispín Klander)                   |
| 1999 – 2007       | El club de la comedia              | Canal+ / La Sexta | Colaborador                                     |
| 2002 – 2003       | El show de Flo                     | La 1              | Presentador                                     |
| 2003 – 2004       | UHF                                | Antena 3          | Presentador                                     |
| 2005              | Splunge                            | La 1              | Presentador                                     |
| 2006              | Planeta Finito                     | La Sexta          | Presentador                                     |
| 2006              | El programa de Ana Rosa            | Telecinco         | Invitado                                        |
| 2006 – 2007       | El club de Flo                     | La Sexta          | Presentador                                     |
| 2009              | ¿Y ahora qué?                      | La 1              | Presentador                                     |
| 2010 – 2011       | Tonterías las justas               | Cuatro            | Presentador                                     |
| 2011 – 2012       | Otra movida                        | Neox              | Presentador                                     |
| 2012              | Tu cara me suena                   | Antena 3          | Concursante                                     |
| 2012              | Dando la nota                      | Antena 3          | Invitado                                        |
| 2013              | Así nos va                         | La Sexta          | Presentador                                     |
| 2013              | ¡Ahora caigo!                      | Antena 3          | Invitado                                        |
| 2013              | Splash! Famosos al agua            | Antena 3          | Invitado                                        |
| 2014 – 2015       | Killer Karaoke                     | Cuatro            | Presentador                                     |
| 2014              | Gran Hermano 15                    | Telecinco         | Colaborador (Super Maligno)                     |
| 2014              | Se hace saber                      | La 1              | Colaborador                                     |
| 2014 – 2015; 2017 | Pasapalabra                        | Telecinco         | Invitado                                        |
| 2015 – 2016       | Pequeños gigantes                  | Telecinco         | Jurado                                          |
| 2015              | Sopa de gansos                     | Cuatro            | Presentador                                     |
| 2016              | Las Campos                         | Telecinco         | Invitado                                        |
| 2017              | Mi casa es la tuya                 | Telecinco         | Invitado                                        |
| 2017              | First Dates                        | Cuatro            | Invitado                                        |
| 2017; 2019        | Viva la vida                       | Telecinco         | Invitado                                        |
| 2017 – 2018       | Dani & Flo                         | Cuatro            | Presentador                                     |
| 2020              | Typical Spanish                    | La 1              | Capitán                                         |
| 2020              | Telepasión 2020                    | La 1              | Presentador                                     |
| 2020 – 2021       | Late motiv                         | #0                | Colaborador                                     |
| 2021              | ¡Feliz 2021!                       | La 1              | Presentador                                     |
| 2021              | Dos parejas y un destino           | La 1              | Presentador                                     |
| 2021              | Vidas de cine                      | Telemadrid        | Presentador                                     |
| 2022              | Cinco tenedores                    | #0                | Invitado                                        |
| 2022              | La noche D                         | La 1              | Colaborador                                     |
| 2023              | A tu bola                          | Telecinco         | Presentador                                     |
| 2023 – 2024       | Got Talent España                  | Telecinco         | Jurado                                          |
| 2025 – presente   | Tu cara me suena                   | Antena 3          | Jurado                                          |

##### Como concursante
| Año             | Título                      | Cadena               | Función                       |
| --------------- | --------------------------- | -------------------- | ----------------------------- |
| 2013-2015; 2023 | Me resbala                  | Antena 3 / Telecinco | Concursante (23 programas)    |
| 2013 – 2014     | Tu cara me suena            | Antena 3             | Concursante - 5.º finalista   |
| 2020            | MasterChef Celebrity        | La 1                 | Concursante - 2.º finalista   |
| 2022 – 2023     | MasterChef Especial Navidad | La 1                 | Concursante - 5.º expulsado   |
| 2023            | El desafío                  | Antena 3             | Concursante - 6.º clasificado |

#### Series de televisión
| Año         | Título      | Personaje                 | Cadena      | Notas        |
| ----------- | ----------- | ------------------------- | ----------- | ------------ |
| 2000 - 2006 | 7 vidas     | Félix Gimeno Huete y Pepe | Telecinco   | 29 episodios |
| 2015        | Águila Roja | Cristóbal Santos          | La 1        | 1 episodio   |
| 2025        | Su Majestad | Cañete                    | Prime Video | 2 episodios  |

### Cine
Doblaje
- Austin Powers: La espía que me achuchó, como Austin, Doctor Maligno y Gordo cabrón (Mike Myers) (1999).
- Little Nicky de Steven Brill, como Lucifer (Rodney Dangerfield), Peter (Peter Dante), John (Jonathan Loughran) y Sr.Gordi, el perro (Robert Smigel) (2000).
- El tesoro de Manitú de Michael Herbig, como Winnetouch (Michael Herbig) (2002).
- Dos colgados en Chicago de Jean-Marie Poiré, como André la Paté (Christian Clavier) (2002).
- Austin Powers en Miembro de Oro como Austin, Dr. Maligno y Gordo Cabrón (Mike Myers) (2002).
- Robots de Chris Wedge y Carlos Saldanha, como Manivela (Robin Williams) (2005).
- Valiant de Gary Chapman, como Bugsy (Ricky Gervais) (2005).
- El Arca de Noé, como Noé (Juan Carlos Mesa) y Xiro (Mariano Chiesa) (2007).
- Kung Fu Panda de Mark Osborne, como Po (Jack Black) (2008).
- Hermanos por pelotas de Adam McKay, como Dale Doback (John C. Reilly) (2008).
- El reino de los chiflados de Michael Herbig, como Yeti (Waldemar Kobus) (2008).
- Gru: Mi villano favorito de Pierre Coffin y Chris Renaud, como Gru (Steve Carell) y mamá de Gru (Julie Andrews) (2010).
- Kung Fu Panda 2 de Jennifer Yuh Nelson, como Po (Jack Black) (2011).
- Gru 2: Mi villano favorito de Pierre Coffin y Chris Renaud, como Gru (Steve Carell) (2013).
- Kung Fu Panda 3 de Jennifer Yuh Nelson, como Po (Jack Black) (2016)
- Minions de Steve Carell, como Gru (2016)
- Gru 3: Mi villano favorito de Pierre Coffin y Kyle Balda, como Gru, Dru (Steve Carell) y mamá de Gru (Julie Andrews) (2017).
- Holmes & Watson de Etan Cohen, como John H. Watson (John C. Reilly) (2019).
- Minions: El origen de Gru de Kyle Balda, como Gru (Steve Carell) y mamá de Gru (Julie Andrews) (2022)
- Kung Fu Panda 4 de Mike Mitchell, como Po (Jack Black) (2024)
- Gru 4: Mi villano favorito de Chris Renaud, como Gru (2024)

Actor
| Año  | Película                                            | Personaje                    | Director                | Género           | Duración |
| ---- | --------------------------------------------------- | ---------------------------- | ----------------------- | ---------------- | -------- |
| 2004 | El oro de Moscú                                     | Peluquero gay                | Jesús Bonilla           | Comedia          | 1h 48m   |
| 2004 | Una de zombis                                       | Zombi Incompetente           | Miguel Ángel Lamata     | Comedia/Terror   | 1h 30m   |
| 2004 | Isi/Disi: Amor a lo bestia                          | Disi                         | Chema de la Peña        | Comedia          | 1h 50m   |
| 2005 | Torrente 3: El protector                            | Hombre del lavabo            | Santiago Segura         | Comedia          | 1h 37m   |
| 2006 | Isi/Disi: Alto voltaje                              | Disi                         | Miguel Ángel Lamata     | Comedia          | 1h 30m   |
| 2010 | La venganza de Ira Vamp                             | Signora Claretta / Nicodemus | Álvaro Sáenz de Heredia | Comedia/Terror   | 1h 39m   |
| 2011 | Torrente 4: Lethal Crisis (Crisis letal)            | Pareja de Pablo Motos        | Santiago Segura         | Comedia          | 1h 33m   |
| 2014 | Torrente 5: Operación Eurovegas                     | Genaro                       | Santiago Segura         | Comedia          | 1h 45m   |
| 2018 | Sin rodeos                                          | Técnico de Internet          | Santiago Segura         | Comedia          | 1h 27m   |
| 2020 | Padre no hay más que uno 2: La llegada de la suegra | Cura                         | Santiago Segura         | Comedia          | 1h 36m   |
| 2021 | A todo tren. Destino Asturias                       | Revisor Lucas Ferrero        | Santiago Segura         | Comedia/Infantil | 1h 30m   |
| 2022 | Padre no hay más que uno 3                          | Vecino                       | Santiago Segura         | Comedia          | 1h 30m   |
| 2022 | A todo tren 2. Sí, les ha pasado otra vez           | Lucas Ferrero                | Santiago Segura         | Comedia          | 1h 30m   |

### Teatro
- 5hombres.com (2003).
- Una pareja de miedo (2007-2009) con Josema Yuste.
- #VuelvenNOVuelven (2014-2015) con Dani Martínez.
- Dos tontos y yo (2018-¿?) con José Mota y Santiago Segura.

## Premios y nominaciones
| Premio              | Año  | Categoría                                   | Programa             | Resultado |
| ------------------- | ---- | ------------------------------------------- | -------------------- | --------- |
| Premios ATV         | 1999 | Comunicador de Programas de Entretenimiento | El informal          | Nominado  |
| TP de Oro           | 2000 | Revelación                                  | El informal          | Ganador   |
| Fotogramas de Plata | 2001 | Actor de TV                                 | 7 vidas              | Nominado  |
| Premios ATV         | 2002 | Comunicador de Programas de Entretenimiento | El show de Flo       | Nominado  |
| Antena de Oro       | 2002 | Televisión                                  | El show de Flo       | Ganador   |
| Micrófono de Oro    | 2007 | Televisión                                  | El club de Flo       | Ganador   |
| TP de Oro           | 2010 | Presentador/a de Variedades y Espectáculo   | Tonterías las justas | Nominado  |
| Antena de Oro       | 2010 | Televisión                                  | Tonterías las justas | Ganador   |
| Neox Fan Awards     | 2012 | Personaje Neox del año                      | Otra movida          | Ganador   |
| Neox Fan Awards     | 2013 | Mejor Presentador                           | Así nos va           | Nominado  |